# الغارات على جزر مارشال وغيلبرت
الغارات على جزر مارشال وغيلبرت كانت غارات جوية تكتيكية وهجمات بالمدفعية البحرية من قبل حاملات طائرات وقوات بحرية أخرى تابعة للبحرية الأمريكية ضد حاميات البحرية الإمبراطورية اليابانية (IJN) في جزر مارشال وغيلبرت في 1 فبراير 1942. كانت الحاميات اليابانية تحت القيادة العامة للفريق البحري شيغيوشي إينو قائد الأسطول الرابع. تنتسب الطائرات اليابانية في هذه الجزر إلى الأسطول الجوي الرابع والعشرين التابع للبحرية الإمبراطورية تحت اللواء البحري إيجي غوتو. كانت قوات السفن الحربية الأمريكية تحت القيادة العامة للفريق البحري ويليام هالسي جونيور.

## الغارات
نفذ الغارات قوتان منفصلتان تابعتان لحاملات الطائرات الأمريكية. هاجمت الطائرات التابعة لفرقة المهام 17 (TF 17)، بقيادة اللواء البحري فرانك جاك فليتشر والمتمركزة على الحاملة يو إس إس يوركتاون، جزر جالويت وميلي وماكين (بوتاريتاري). ألحقت طائرات الحاملة يوركتاون أضراراً متوسطة في المنشآت البحرية اليابانية في تلك الجزر ودمرت ثلاث طائرات. بينما فقدت الحاملة سبع من طائراتها (4 طراز تي بي دي ديفاستاتور، 3 إس بي دي دونتلس) بالإضافة إلى طائرة عائمة طراز إس أو سي سيغل تابعة للحاملة يو إس إس لويزفيل، إحدى طرادات قوة المهام 17.
قصفت الطائرات من قوة المهام 8، بقيادة هالسي والمتمركزة على الحاملة يو إس إس إنتربرايز، كواجالين، ووتجي وتاروا. في الوقت نفسه، قصفت الطرادات والمدمرات ووتجي وتاروا. ألحقت الغارات أضراراً خفيفة إلى متوسطة بالحاميات البحرية في الجزر الثلاث، وأغرقت ثلاث سفن حربية صغيرة وألحقت أضراراً بالعديد من السفن الأخرى، بما في ذلك الطراد الخفيف كاتوري، ودمرت 15 طائرة يابانية. وقد أصيب الطراد الثقيل يو إس إس تشيستر بأضرار طفيفة نتيجة قنبلة جوية يابانية، فقدت إنتربرايز ست طائرات - خمس قاذفات إس بي دي دونتلس ومقاتلة إف 4 إف ويلدكات - بالإضافة إلى ذلك، تضررت طائرة عائمة تابعة للطراد يو إس إس سولت ليك سيتي أثناء إصلاحها وتم التخلي عنها وإغراقها. تقاعدت فرقتا المهام 8 و17 من المنطقة فور الانتهاء من الغارات.

## النتائج وأهميتها
كان للغارات أثر استراتيجي ضعيف على المدى الطويل. أرسلت البحرية الإمبراطورية اليابانية حاملتي طائرات لفترة وجيزة لمطاردة فرقتي المهام 8 و17، لكنهما سرعان ما توقفتا عن المطاردة وواصلتا دعمهما للغزو الجاري الناجح للفلبين وجزر الهند الشرقية الهولندية. ومع ذلك، ساعدت الغارات في رفع معنويات البحرية الأمريكية والشعب الأمريكي، الذي كان لا يزال يتعافى من هجوم بيرل هاربر وخسارة جزيرة ويك. قدمت الغارات أيضاً تجربة قيّمة لعمليات الحاملات الجوية، مما أدى إلى تمرس مجموعات الحاملات الأمريكية للقتال المستقبلي ضد القوات اليابانية. من جانبهم، يبدو أن اليابانيين لم يدركوا أن مفهومهم عن الدفاع الشامل باستخدام حاميات في جزر متفرقة كان له عيوب خطيرة في كون الحاميات بعيدة جداً بحيث لن تدعم بعضها البعض بما يكفي لمنع اختراق قوات حاملات العدو. ومع ذلك، ساهمت هذه الغارات، إضافة إلى غارة دوليتل في أبريل 1942، في إقناع قائد الأسطول المشترك للبحرية الإمبراطورية، إيسوروكو ياماموتو، بأنه بحاجة إلى استدراج حاملات الطائرات الأمريكية إلى المعركة في أقرب وقت ممكن من أجل تدميرها. أدت خطة ياماموتو للقيام بذلك إلى اندلاع معركة ميدواي.